# Свинуха тонка
Свинуха тонка, корбан бурий, свиняк або піддібник (Paxillus involutus) — гриб з родини Свинухових.

## Будова
Шапка 5-10 (15-20) см у діаметрі, щільном'ясиста, увігнуторозпростерта, гладенька, згодом часто жилкувата, клейка, рудувато-коричнева, оливково-руда, часто м'ясо-червоно-бура-коричнева, до краю світліша. Край спочатку закручений, потім опущений, бежевий, жовтуватий. Пластинки тонкі, густі, вузькі, легко відділяються від м'якуша шапки, лимонножовті, пізніше жовтувато- або іржаво-коричневі, з анастомозами біля ніжки, від дотику буріють. Спорова маса коричнева. Спори вохряно-жовті, 8-10 Х 4-6 мкм. Ніжка 2-3 Х 1,5-3 см, іноді майже відсутня, щільна, кольору шапки або світліша. М'якуш шапки жовтий або червонувата-жовтий, у ніжці — вгорі жовтуватий, внизу коричневий, при розрізуванні на повітрі темніє, з запахом гнилої деревини.

## Поширення та середовище існування
Трапляється по всій Україні. Росте в листяних, хвойних і мішаних лісах, у садах, лісосмугах, часто групами, у червні — жовтні.
Зростає свинуха на ґрунті у листяних, хвойних й змішаних лісах. На деревному субстраті свинухи більш дрібні і менш м'ясисті, ніж ті, що ростуть на ґрунті.
Свинухи люблять освітлені, просторі місця: розріджені гаї, узлісся, пронизані сонцем березняки, просіки, узбіччя доріг.

## Практичне використання
Гриб довгий час вважався умовно-їстівним, але зараз його отруйність доведено. Організм людини акумулює отруту, тому тривале вживання гриба в їжу призводить до тяжких отруєнь..
На даний час гриб вважається отруйним, хоча симптоми отруєння проявляються не завжди або не зразу. Через вживання гриба трапляються смертельні випадки.
Свинуха викликає сильну алергічну реакцію. В середині 1980-х років швейцарський лікар Рене Фламмер виявив антиген свинухи, здатний вступати в хімічний зв'язок зі структурами клітинних мембран, фіксуватися на мембрані еритроцитів і провокувати тим самим аутоімунні реакції проти власних еритроцитів. Через деякий час після вживання антиген гриба запускає імунну відповідь, що полягає у виробленні антитіл, здатних пошкоджувати клітини, на мембранах яких є антигени свинухи. Руйнування еритроцитів антитілами викликає гемолітичну анемію і, як наслідок, нефропатію і ниркову недостатність через пошкодження ниркових клубочків фрагментами зруйнованих еритроцитів. Оскільки для вироблення антитіл потрібен певний час, найбільш виражена аутоімунна реакція є у людей, які багаторазово вживали гриб, особливо — у тих, які відчували після такої їжі шлунково-кишкові розлади. Чутливість людей до грибних токсинів дуже різна, але особливо чутливі діти.
Також у грибах накопичуються радіоактивні ізотопи цезію та міді. Зміст важких металів і радіоактивних ізотопів в цих грибах може в десятки або навіть в сотні разів перевищувати вміст цих же елементів у грунті.
Paxillus involutus використовують для біоіндикації радіологічного забруднення.